# Jeu de rôle animal

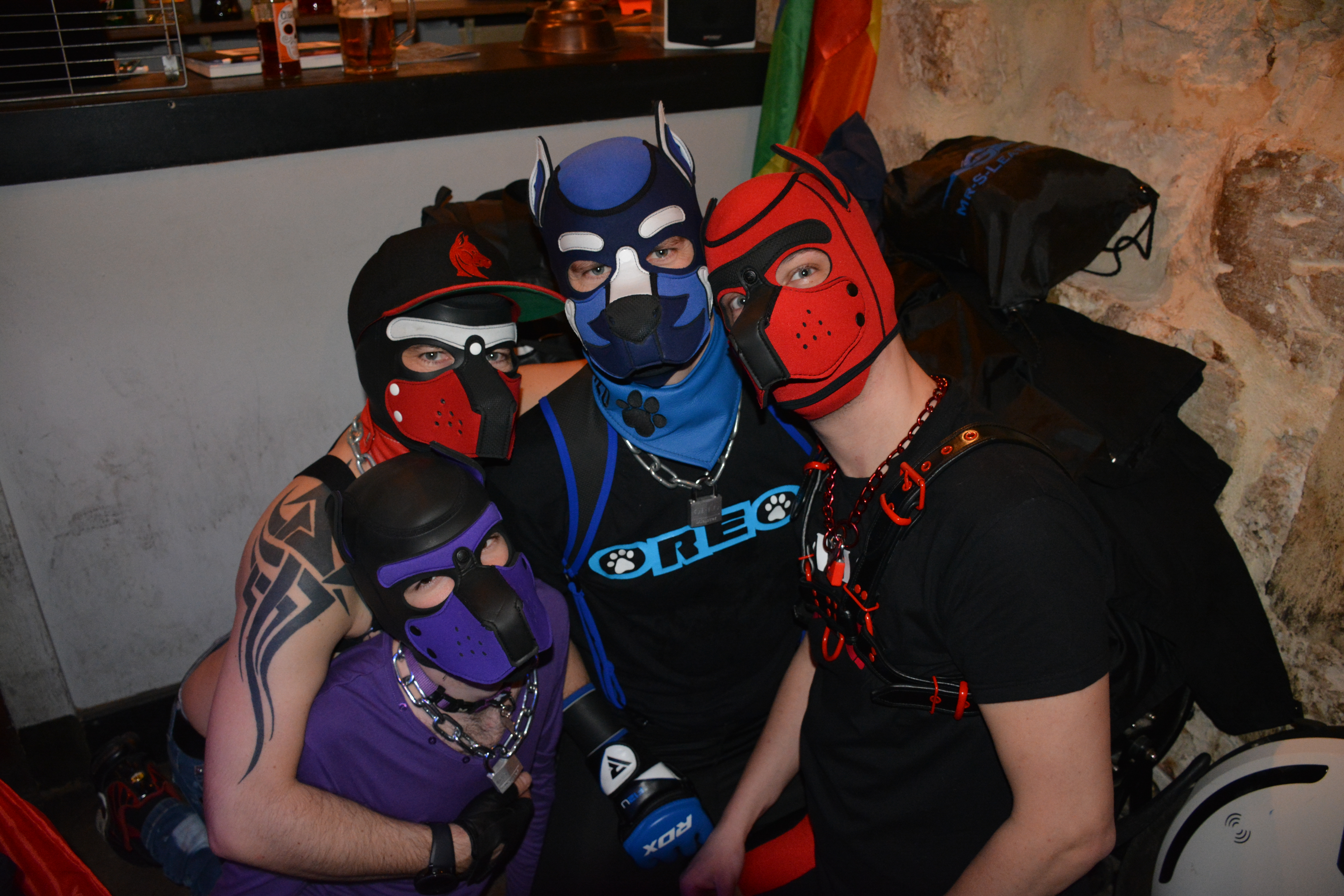
Un groupe de « puppies » lors d'un « social drink ».

Un jeu de rôle animal (petplay, ponyplay, ponyism, kittenplay ou puppy-play en anglais) est un jeu de rôle. 
Dans sa forme de jeu de rôle, un ou plusieurs participants peuvent prendre le rôle d'un animal réel ou fictif, dont le comportement et les agissements sont déjà inculqués ou prendre le rôle d'un dresseur ou soigneur.
Les exemples notables d'animaux incluent canidés (chiot, chien, loup), félins (chat, chaton, lion) ou équidés (poney, cheval). 
Le jeu de rôle animal n'est pas forcément pratiqué à des fins sexuelles fétichistes ou BDSM.

## Description
Les origines du jeu de rôle animal et du petplay sont sans doute diverses et variées, encore une fois dépendantes des participants impliqués. Cependant, ses origines peuvent être influencées par le fait de porter un costume, la fiction, les mythes et légendes, et les différents aspects du jeu de rôle. Les premières images relatant le jeu animal (en particulier le pony play) auraient été exposées dans les œuvres de John Willie, principalement dans le magazine Bizarre publié de 1948 à 1959. La première commercialisation de ce fétiche a été faite par Simon Benson, le fondateur du site Petgirls.
Le jeu de rôle animal implique parfois mais pas systématiquement divers accessoires comme une laisse, des chaînes, un baillon, un collier, un harnais, un catsuit, un collant de corps, un plug anal, une muselière, des bottes de ballet, etc.

### Utilisation érotique

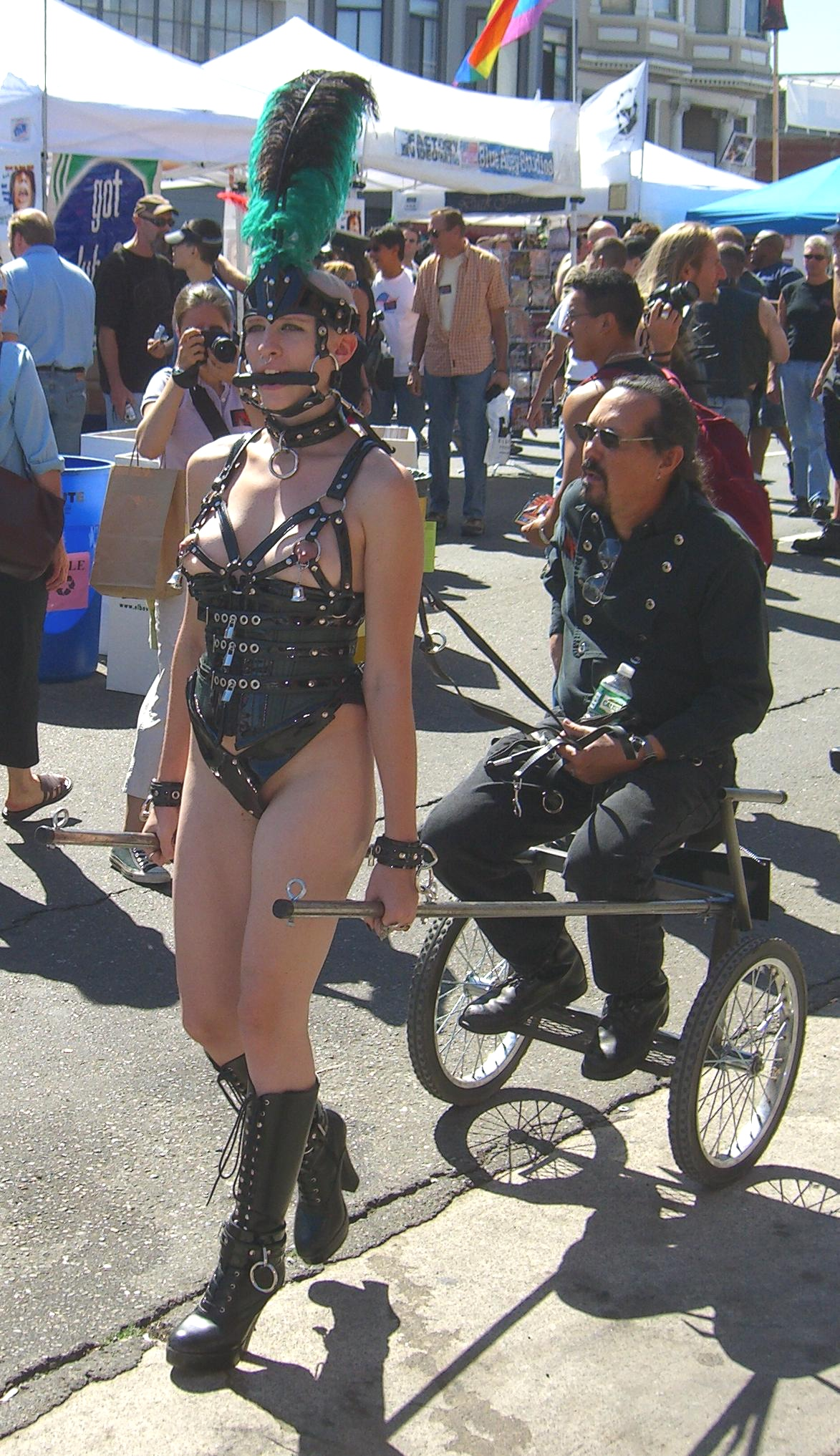
Une femme incarnant le rôle d'un cheval de trait et son maître, au Folsom Street Fair de San Francisco.

Comme pour la plupart des jeux de rôles érotiques, le jeu de rôle animal, dans un contexte relationnel et sexuel, implique particulièrement la personnalité des participants et leur humeur durant le jeu. Ce jeu de rôle peut varier d'une simple imitation à une modification radicale. La simple imitation peut inclure des bruits d'animaux (du cheval au chien), des comportements joueurs, dominateurs voire soumis (typiques d'un chat ou d'un chien). La modification radicale, quant à elle, implique éventuellement le déguisement total d'un humain en un animal avec le port de masque, prothèses voire d'objets de bondage.
Pour la plupart des participants, le jeu de rôle n'a aucun lien avec la bestialité voire la sexualité, et peut être un sujet controversé au sein de la communauté BDSM et des pratiquants du Jeu de rôle animal.